# 北蒙街道
北蒙街道，是中华人民共和国河南省安陽市殷都区下辖的一个乡镇级行政单位。西北岡遺址位于北蒙街道侯莊村。

## 行政区划
北蒙街道下辖以下地区：
三家庄村、西司空村、武官村、侯庄村、小营村、秋口村、枯河村、郭王度村、大碾屯村、双塔村、东大姓村、西大姓村、前皇甫村、后皇甫村、皇甫屯村和杜小屯村。